# Prospero (Shakespeare)
Prospero is de hoofdpersoon in The Tempest, een toneelstuk van William Shakespeare.
In het stuk is hij de rechtmatige hertog van Milaan. 
Samen met zijn dochter Miranda wordt Prospero door zijn ambitieuze broer Antonio op een verrotte boot gezet opdat ze zouden omkomen. Zo hoopt Antonio hertog te kunnen worden. Prospero en Miranda overleven de boottocht echter en vinden hun toevlucht op een klein eiland. Prospero leert daar  tovenarij en gebruikt deze kennis om de bewoners van het eiland te manipuleren. Op het eiland wordt hij de meester van Caliban en Ariel. Door stom toeval zeilt Antonio voorbij dit eiland. Prospero roept de elementen aan en veroorzaakt zo een storm.  Prospero herovert op die manier zijn hertogdom van Antonio.
Door zijn krachten geloven sommigen dat Prospero Shakespeare vertegenwoordigt. Anderen zijn van mening dat in het personage van Prospero Jacobus I van Engeland valt te herkennen, of God. Het is echter waarschijnlijk dat het personage is gebaseerd (of op zijn minst geïnspireerd) op Thomas Harriot, een filosoof en wetenschapper die in Shakespeares tijd de reputatie van magiër had. Mogelijk is het personage geïnspireerd op John Dee, een astronoom/astroloog en magiër van Elizabeth I van Engeland en haar entourage. 

## Prospero's Toespraak

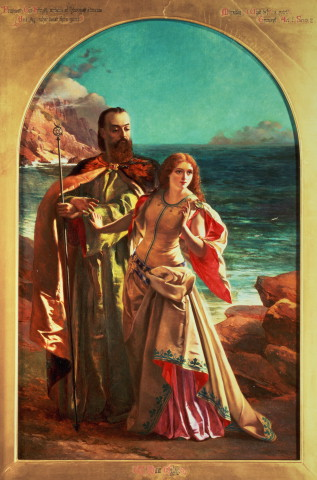
Prospero en Miranda, ca. 1850, door William Maw Egley

De laatste monoloog en epiloog in The Tempest wordt beschouwd als een van de meest memorabele toespraken in de literatuur van Shakespeare. In het stuk beschrijft Prospero het verlies van zijn magie en het gevangen houden van Caliban en Ariel. Hij vergelijkt hun gevangenhouding met zijn eigen gevangenschap, die enkel ongedaan kan worden gemaakt door het applaus van het publiek.

### Epiloog
Now my charms are all overthrown,
And what strength I have is mine own,
Which is most faint: now, it is true,
I must be here confined by you,
Or sent to Naples. Let me not,
Since I have my dukedom got
And pardoned the deceiver, dwell
In this bare island by your spell;
But release me from my bands
With the help of your good hands:
Gentle breath of yours my sails
Must fill, or else my project fails,
Which was to please. Now I want
Spirits to enforce, art to enchant,
And my ending is despair,
Unless I be relieved by prayer,
Which pierces so that it assaults
Mercy itself and frees all faults.
As you from crimes would pardoned be,
Let your indulgence set me free.
- Gemeinsame Normdatei: 1057926698
- Library of Congress Control Number: sh2010009296
- Nationale Bibliotheek van Israël: 987007581481605171
- Virtual International Authority File: 310602479